# Акча
Акча́ (дари آقچه Āqča) — город в Афганистане, в провинции Джаузджан. Город расположен в 42 км к западу от Балха на дороге к Андхою. Население — 35 300 человек (2006), главным образом узбеки.

## История
О времени её возникновения источники ничего не сообщают. Арабский географ IX—X века Кудама приводил любопытный рассказ об образовании селения Сидра в пяти фарсахах от Дастджерта. Как известно, от Балха до Дастджерда было семь фарсахов, а до Сидры — двенадцать, что составляет 72—84 километров. Примерно столько же от Балха до современной Акчи. Следовательно, специалисты полагают, что Акча стоит на месте древней Сидры или около неё.
Акча известна с начала XVII века. Мухаммад Юсуф мунши, рассказывая о нашествии кызылбашей во главе с шахом Аббасом I (1587—1629) на Балхское ханство в 1602—1603 годы, упоминает большое селение Акча. Махмуд ибн Вали писал в 1630-е годы: «Ахча, Шеберган, Келиф, Катнам, Парвард, Андхуд, Фарйаб, Меймене, Чечекту, Джурзуван, Варзаб, Джузджан считаются городами». Ферье, посетивший её в середине XIX века, упоминает о ней как о густонаселённом городе, окружённом крепостной стеной, рвом и цитаделью. Район Акчи орошался одним из каналов, выведенным в своё время из Балхаба. Воды Балхаба доходили до Акчи ещё во времена Иета и разбирались на орошение.
Благодаря своему расположению на караванном пути, будучи первым перевалочным пунктом между Мавераннахром и Индией, Акча быстро росла и развивалась. Это назначение она сохранила до настоящего времени.